# Trioceros
Trioceros es un género de iguanios que pertenecen a la familia de los camaleones. El género agrupa a 40 especies, nativas del este, centro y oeste de África.

## Taxonomía
Se reconocen las siguientes especies según The Reptile Database:
- Trioceros affinis (Rüppel, 1845)
- Trioceros balebicornutus (Tilbury, 1998)
- Trioceros bitaeniatus (Fischer, 1884)
- Trioceros camerunensis (Müller, 1909)
- Trioceros chapini (De Witte, 1964)
- Trioceros conirostratus (Tilbury, 1998)
- Trioceros cristatus (Stutchbury, 1837)
- Trioceros deremensis (Matschie, 1892)
- Trioceros ellioti (Günther, 1895)
- Trioceros feae (Boulenger, 1906)
- Trioceros fuelleborni (Tornier, 1900)
- Trioceros goetzei (Tornier, 1899)
- Trioceros hanangensis Krause & Böhme, 2010
- Trioceros harennae (Largen, 1995)
- Trioceros hoehnelii (Steindachner, 1891)
- Trioceros incornutus (Loveridge, 1932)
- Trioceros ituriensis (Schmidt, 1919)
- Trioceros jacksonii (Boulenger, 1896)
- Trioceros johnstoni (Boulenger, 1901)
- Trioceros kinangopensis Stipala, Lutzmann, Malonza, Wilkinson, Godley, Nyamache & Evans, 2012
- Trioceros kinetensis (Schmidt, 1943)
- Trioceros laterispinis (Loveridge, 1932)
- Trioceros marsabitensis (Tilbury, 1991)
- Trioceros melleri (Gray, 1865)
- Trioceros montium (Buchholz, 1874)
- Trioceros narraioca (Necas, Modry & Slapeta, 2003)
- Trioceros ntunte (Necas, Modry & Slapeta, 2005)
- Trioceros nyirit Stipala, Lutzmánn, Malonza, Borghesio, Wilkinson, Godley & Evans, 2011
- Trioceros oweni (Gray, 1831)
- Trioceros perreti (Klaver & Böhme, 1992)
- Trioceros pfefferi (Tornier, 1900)
- Trioceros quadricornis (Tornier, 1899)
- Trioceros rudis (Boulenger, 1906)
- Trioceros schoutedeni (Laurent, 1952)
- Trioceros schubotzi (Sternfeld, 1912)
- Trioceros serratus (Mertens, 1922)
- Trioceros sternfeldi (Rand, 1963)
- Trioceros tempeli (Tornier, 1899)
- Trioceros werneri (Tornier, 1899)
- Trioceros wiedersheimi (Nieden, 1910)